# 全国人大图书馆
全国人大图书馆是中华人民共和国全国人民代表大会的图书馆，是全国人民代表大会常务委员会办公厅直属事业单位。

## 简介
本馆原名“全国人大常委会办公厅图书馆”，于1955年1月成立，1969年起停止业务工作，1980年本图书馆重建。1997年本馆更名为“全国人大常委会图书馆”，并由行政单位改为全额拨款事业单位。2006年1月本馆更名为“全国人大图书馆”。2007年起，直接为全国人民代表大会、全国人民代表大会常务委员会会议提供专题资料服务。
全国人大图书馆的职责是为全国人民代表大会、全国人大常委会、委员长会议服务，为全国人大常委会组成人员、专门委员会组成人员、全国人大代表和机关工作人员提供文献信息。

## 历任领导
| 馆长 - 屈武（？—？，全国人大常委会办公厅图书馆馆长） …… - 张兰（？—） | 副馆长 …… - 陈时恩（？—？） - 王敏（？—？） |